# Stazione di Il Cionfo
La stazione di Il Cionfo è una stazione ferroviaria di diramazione situata sulla linea Faentina e in uso come posto di movimento.

## Storia
L'impianto fu aperto al servizio nel 1999 con l'inaugurazione del nuovo tratto della Faentina passante per Vaglia.

## Strutture e impianti
È presenziata da Dirigente Movimento che regola la circolazione anche su altre località, definite come "binari decentrati", ma aperte al servizio viaggiatori come quelle di Le Cure e di Firenze San Marco Vecchio.
L'impianto è dotato di un ufficio movimento, mentre il piazzale è formato da due binari: quello a nord è proveniente da Firenze Santa Maria Novella, mentre quello a sud proviene da Firenze Campo di Marte. Sono presenti inoltre due comunicazioni fra le due linee. Queste si congiungono definitivamente, per formare il binario singolo della Faentina, presso la progressiva chilometrica 4+153 della linea Firenze Santa Maria Novella-Il Cionfo e presso la 2+679 di quella proveniente da Firenze Campo di Marte.

## Movimento
Con la ristrutturazione dei servizi ferroviaria della linea Faentina dal 2012, assieme ad altre fermate della linea, non svolge più alcun tipo di servizio viaggiatori.